# Eduard Meyer (Rechtsanwalt)
Fürchtegott Carl Maria Eduard Meyer (* 8. Oktober 1895 in Frankfurt am Main; † 15. Dezember 1931) ein deutscher Rechtsanwalt. Er wurde bekannt als Mittelpunktfigur eines Skandals um den nationalsozialistischen Politiker Ernst Röhm in den Jahren 1931 und 1932.

## Leben und Wirken

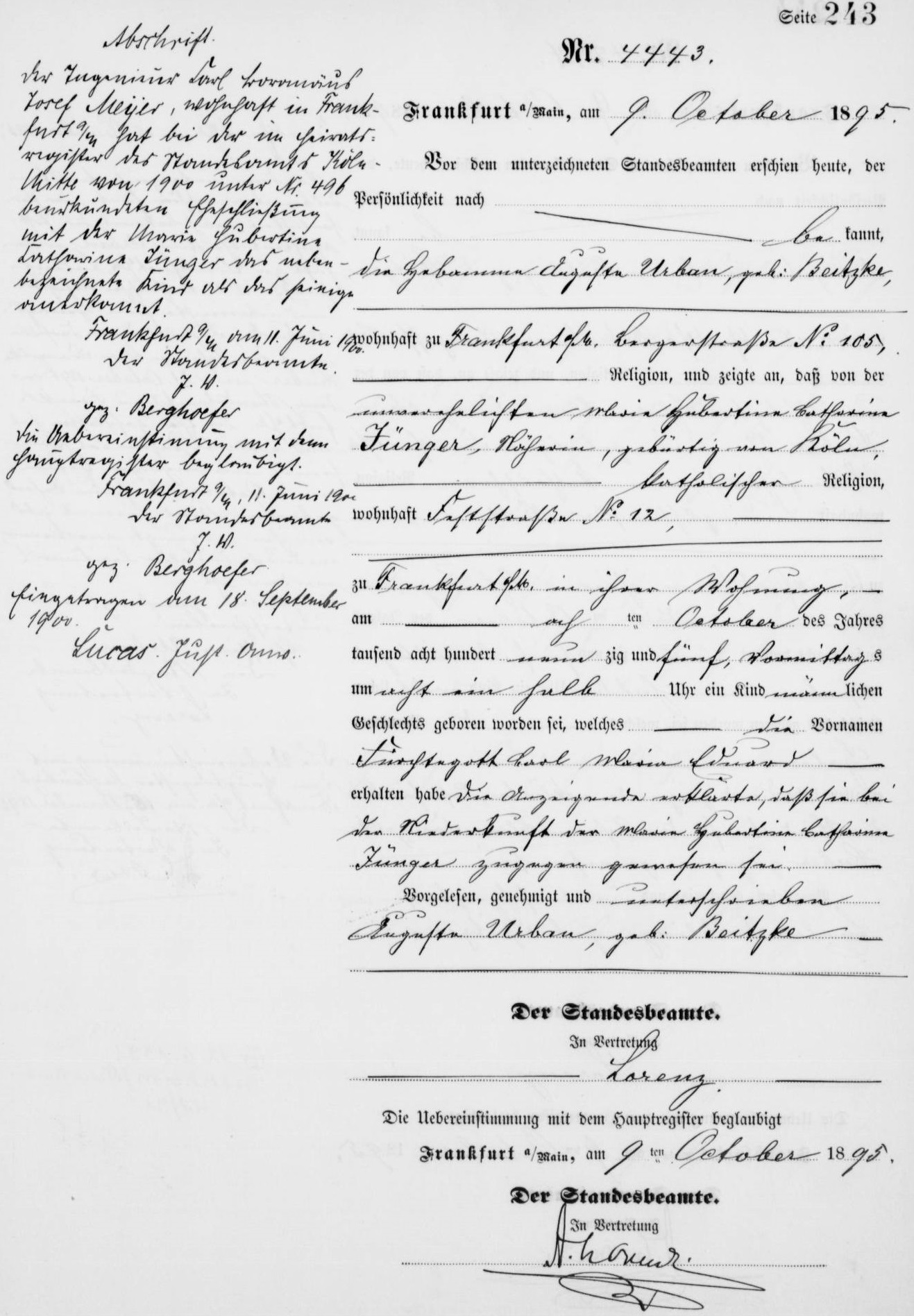
Geburtsurkunde von Eduard Meyer.

Meyer wurde als unehelicher Sohn der Maria Hubertina Catharina Jünger geboren. Nach der Verehelichung der Mutter mit dem Ingenieur Carl Boromäus Josef Meyer im Jahr 1900 wurde er von diesem als Kind anerkannt und erhielt damit den Nachnamen des Vaters (Meyer).
Meyer nahm am Ersten Weltkrieg teil. Anschließend studierte Rechtswissenschaften und arbeitete dann als Anwalt in Regensburg. Zu einem ungeklärten Zeitpunkt freundete er sich mit dem nationalsozialistischen Politiker Ernst Röhm an.
Nachdem Röhm zum Beginn des Jahres 1931 zum Stabschef der Sturmabteilung, der Kampforganisation der NSDAP, ernannt worden war, kam Meyer nach Berlin. Im Auftrag oder zumindest mit dem Einverständnis Röhms begann Meyer in den Wochen nach der Stennes-Revolte in Berlin nach einigen Privatbriefen zu forschen, die Röhm einige Jahre zuvor an den Arzt Karl-Günther Heimsoth geschrieben hatte, in denen Röhm sich als homosexuell outete. Da Homosexualität durch den § 175 des Strafgesetzbuches strafbewehrt war, war Röhm daran gelegen, diese Briefe beiseitezuschaffen. Paul Schulz zufolge forderte Meyer für seine Dienste eine übermäßig hohe Summe von Röhm, woraufhin dieser versucht habe ihn abzuschütteln.
Am 22. Juni 1931 veröffentlichte die sozialdemokratische Tageszeitung Münchener Post unter dem Titel „Warme Bruderschaft im Braunen Haus“, in dem über Ernst Röhm und sein Homosexuellen-Netzwerk berichtet wurde. Der Artikel umfasste im Wesentlichen einen auf den 22. Mai 1931 datierten angeblichen Bericht Meyers an Röhm: In diesem in Briefform gehaltenen Rapport teilte Meyer, der sich als Nachrichtenzuträger Röhms ausgab, diesem allerlei angebliche Intrigen von anderen NSDAP-Mitgliedern gegen ihn, Röhm, mit. Im Mittelpunkt stand die Behauptung, Röhm habe ihm, Meyer, den vertraulichen Auftrag gegeben, die Briefe an Heimsoth aus dem Tresor von dessen Anwalt zu entwenden. Meyer erklärte schließlich, er habe vergeblich alles versucht, um an die Briefe heranzukommen – Röhm solle ihm daher seine Auslagen ersetzen. Susanne zur Nieden hält nach der Analyse dieses Vorfalls ebenfalls das Motiv der erpresserischen Sexualdenunziation als deutlich erkennbar.
Röhm wurde wenige Tage nach der Veröffentlichung des Artikels wegen Verdachts auf Verstoß gegen den Artikel 175 StGB polizeilich vernommen, worauf er die Münchener Post verklagte. Die Ermittlungen zeigten schnell, dass der angebliche Bericht Meyers eigens für die Veröffentlichung in der Münchener Post angefertigt worden war. Meyer und seine Freundin Elise Hergt, die er als Vermittlerin benutzt hatte, wurden wegen Betrugsversuches zuungunsten Röhms und wegen Betrugsversuches und Urkundenfälschung zugunsten der Münchener Post angeklagt. Meyer wurde zusätzlich noch wegen Meineides angeklagt, da er unter Eid in Abrede gestellt hatte, sich in der Sache mit der Post in Verbindung gesetzt zu haben. Wenige Monate später wurde Meyer erhängt in seiner Zelle im Untersuchungsgefängnis aufgefunden. Offizielle Todesursache: Suizid.
Von anhaltender politischer Bedeutung war die Affäre Meyer, da dadurch die Homosexualität Röhms und einiger anderer SA-Führer maßgeblich öffentlich bekannt wurde: In ihrer Folge wurden die in Meyers fingierten Bericht nur erwähnten „Heimsoth-Briefe“ von den politischen Gegnern der Nationalsozialisten tatsächlich ausfindig gemacht und 1932 in einer weitverbreiteten Broschüre des Sozialdemokraten Helmuth Klotz veröffentlicht. Die Veröffentlichung des Meyer-Berichts und die nachfolgenden Prozesse führten zudem zum Bruch zwischen der SA-Führung und der Politischen Organisation (PO) der NSDAP, der in den Ereignissen vom Sommer 1931 seinen Ausgangspunkt hatte und die nach vorübergehender Kaschierung im Juni 1934 im Sturz und der Ermordung Röhms sowie der politischen Entmachtung der SA im Zuge der Röhm-Affäre gipfelte.